# باولو بينيرو
باولو بينهيرو (بالبرتغالية: Paulo Pinheiro‏) هو عالم حاسوب ورياضياتي برازيلي، ولد في 1967 في ريو دي جانيرو في البرازيل.